# My Friendly Neighborhood
My Friendly Neighborhood è un videogioco survival horror sviluppato da John ed Evan Szymanski, e pubblicato da DreadXP (società di Los Angeles) nel 2023 per Windows. Il gioco riprende visivamente lo stile dei Muppet e simili show educativi per l'infanzia con pupazzi, e solo apparentemente ricalca la formula del mascotte horror.

## Trama
Gordon O'Brian, un veterano di una non meglio specificata grande guerra, lavora come un tecnico, e viene mandato a riparare l'antenna di uno studio abbandonato, che trasmetteva lo show prescolare The Friendly Neighborhood prima di finire in bancarotta, in quanto il programma è tornato in onda e si sovrappone alla normale programmazione. All'interno dello studio, però, Gordon scopre che i vecchi pupazzi sono senzienti e andati fuori controllo. Con l'aiuto di Ricky, l'unico pupazzo a mantenere la lucidità, Gordon dovrà esplorare l'edificio, andare a fondo del mistero e, infine, decidere il destino del vicinato.

## Modalità di gioco
Si gioca nella prospettiva di Gordon, in prima persona.
Il gioco è diviso in quattro sezioni principali, con un boss finale per ciascuna: per arrivarci, il giocatore dovrà esplorare i vari ambienti che si apriranno pian piano ed evitare, sparare con armi lancia-lettere, o immobilizzare con nastro adesivo i pupazzi che appariranno a caso nella zona. In quest'ultimo caso, il giocatore si assicura che i pupazzi non ricompariranno più in quel punto. Come i più vecchi survival horror, sia munizioni che nastro sono in quantità limitata, e per salvare è richiesto un oggetto consumabile: questa limitazione viene rimossa nella modalità facile.
Il videogioco è multifinale, con quello migliore che risulta sbloccabile solo dopo aver compiuto delle azioni di "buon vicinato" nei riguardi di alcuni pupazzi. Un finale alternativo è presente già da inizio gioco, se Gordon decidesse in qualsiasi momento di abbandonare la struttura.

## Sviluppo
La demo del gioco, che riprende quanto succede nel secondo capitolo, è stata pubblicata per un periodo limitato, dal 21 al 28 febbraio 2022.
Il pupazzo Ricky viene doppiato dallo youtuber Arlo, che nei suoi video viene rappresentato da un pupazzo. Gordon è invece doppiato dallo youtuber Tom Schalk.

## Accoglienza
My Friendly Neighborhood è stato ben accolto dalla critica, che ne ha lodato l'atmosfera e la storia, anche se non sempre il gameplay retrò è stato apprezzato. Ha un punteggio di 81 su Metacritic.
Il gioco è stato molto spesso paragonato al primo Resident Evil, anche se meno cruento e più proponibile a un pubblico generalista.